# Мещерский, Прокопий Васильевич
Князь Прокопий (Прокофий) Васильевич Мещерский (1736 — 18 февраля [2 марта] 1818, Курск) — генерал-лейтенант, гофмейстер, петербургский гражданский губернатор (март-май 1800).

## Биография
Родился в 1736 году. Происходил из княжеского рода Мещерских: сын князя Василия Ивановича Мещерского (1696—1776) и Натальи Андреевны — дочери графа А. А. Матвеева. В семье было ещё 3 сына и 4 дочери. По матери приходился двоюродным братом фельдмаршалу П. А. Румянцеву-Задунайскому. Владел поместьями в Фатежском уезде Курской губернии
В службе числился с 1753 года; участвовал в Семилетней войне; с 1758 года — сержант. Вышел в отставку в 1764 году в чине капитана. Вернулся в действующую армию 27 ноября 1769 года; участвовал в русско-турецкой войне 1768—1774 гг. За сражение при Кагуле (1770) получил чин премьер-майора. В 1773 году был уже подполковником Астраханского полка, который участвовал во взятии Туртукая. За участие в военных кампаниях был награждён двумя крестами.
В 1780-х годах, попав в немилость, был вынужден уйти в отставку и уехал в Курск, где занимался литературной деятельностью. В частности, в списках распространялась его «Молитва от Истины к Богу, внегда скорбети ей» с жалобами на несправедливое отношение со стороны президента Военной коллегии Н. И. Салтыкова. В 1790-х годах возвратился на военную службу; сначала — в армейских полках, размещённых в Западном крае, под начальством С. К. Вязмитинова, за которым последовал в Оренбург и в 1793—1795 годах служил в Оренбургском драгунском полку.
В 1793—1796 годах жил в Москве, числясь сверх комплекта при Киевском карабинерном полку. По восшествии на престол Павла I Мещерским были написаны «Ода его императорскому величеству Павлу I на победы во всевожделеннейший день его императорского величества» и «Ода императору Павлу I на начало XIX столетия». В результате в конце 1796 года он привлёк внимание императора, получил чин генерал-майора и стал командиром лейб-гвардии Кирасирского полка; с октября 1797 года в чине генерал-майора — шеф Санкт-Петербургского драгунского полка; с 1798 года генерал-лейтенант, член Военной коллегии и гофмейстер.
Наконец, 7 марта 1800 года князь Мещерский был назначен петербургским губернатором, но уже 1 июня исключён со службы за определение без ведома Синода десяти семинаристов в солдатскую службу. Тем не менее в том же году попал под амнистию; с 22 сентября — гофмаршал; с 30 ноября 1800 года по 17 марта 1801 года надзирал над театральной дирекцией. В 1801 году, по вступлении на престол Александра I, Мещерский был уволен и вновь уехал в Курск. По свидетельству М. С. Щепкина человек он был

по своему веку, весьма образованный. Он знал много языков и был ещё художником: занимался живописью, скульптурою, резьбою, токарным и даже слесарным искусством; а впоследствии князь открыл столярню, и мебель, выходившая из его мастерской, отличалась своим изящным рисунком.
П. В. Мещерский был известен в екатерининское время как актёр-любитель, знакомый с театральной жизнью Вены, Парижа и Лондона. Играл с женой как в трагедиях, так и в комедиях русских драматургов. Выступал против господствующей декламационной школы И. А. Дмитревского. М. С. Щепкин считал его своим непосредственным учителем сценического мастерства:
Все, что я приобрел впоследствии, все, что из меня вышло, всем этим я обязан ему, потому что он первый показал мне, что искусство настолько высоко, насколько близко к природе. Этим не я один был должен князю Мещерскому, а весь театр русский.
П. В. Мещерский был также владельцем богатой библиотеки и картинной галереи. К концу жизни накопил большие долги, с которыми пришлось разбираться его сыновьям. Умер послушником курского Знаменского монастыря, где провёл последние годы, ходя «в рясе послушника, но с орденскою звездою на груди». Поселившись в обители «единственно для духовного упражнения», князь, несмотря на затруднительное материальное положение, нашёл средства на достройку одного из монастырских корпусов.
Умер 18 февраля (2 марта) 1818 года в Курске.

## Семья
Сыновья:
- Василий Прокофьевич (ок. 1779 — после 1829); с 1827 года был председателем московского цензурного комитета; коллежский советник (1829). Был женат с 1806 года на Эмилии Карловне Гютербок (6.10.1777—10.09.1860, Санкт-Петербург), дочери майора Карла Михайловича Гитербока (Гутербок, Гютербок), которая до замужества в 1800—1806 гг. была классной дамой в Смольном институте. Их сын Александр (7.03.1810—10.02.1867, Санкт-Петербург) — действительный статский советник (15.04.1855), камергер Двора Е.И.В. (1856), гофмейстер вел. кн. Екатерины Михайловны (с 1858) и поэт-любитель.
- Александр Прокофьевич (ок. 1788 — 25.08.1822); майор в отставке. Вступил из кадетского корпуса в Перновский гренадерский полк прапорщиком 10 декабря 1806 года. С 1807 года был в походах за границей под командой генерала от кавалерии барона Бенигсена; 29 мая под Гейльсбергом был ранен в левую ногу с повреждением кости, и за отличия награждён орденом Св. Анны 4-й степени. Был участником войны 1812 года был в сражениях 13 июля — при Островно, 2–5 августа — при Смоленске, 26 августа — в Бородинском сражении, где получил контузию в грудь от ядра и был награждён золотой шпагой с надписью «за храбрость». С 26 августа 1813 по 6 октября 1814 года находился адъютантом при коменданте Главной квартиры польской армии, за усердную службу получил орден Св. Владимира 4-й степени; в 1814 году находился при блокаде Гамбурга; 15 июля 1816 года пожалован капитаном, 17 мая 1817 года переведён в Тверской внутренний гарнизонный батальон и в июле был назначен начальником жандармской команды при батальоне. Уволен от службы майором и с мундиром 12 января 1819 года по домашним обстоятельствам. Был женат с 1819 года на дочери статского советника и старшего врача дивизионного госпиталя Осипа Петровича Виноградова (ум. 22.09.1859), Ольге Иосифовне (23.11.1805—08.08.1879[6]) и имел троих сыновей: Василия (1820—1878), Осипа (1821—1884) и Николая (1822—?)[7].